# Dureza Shore

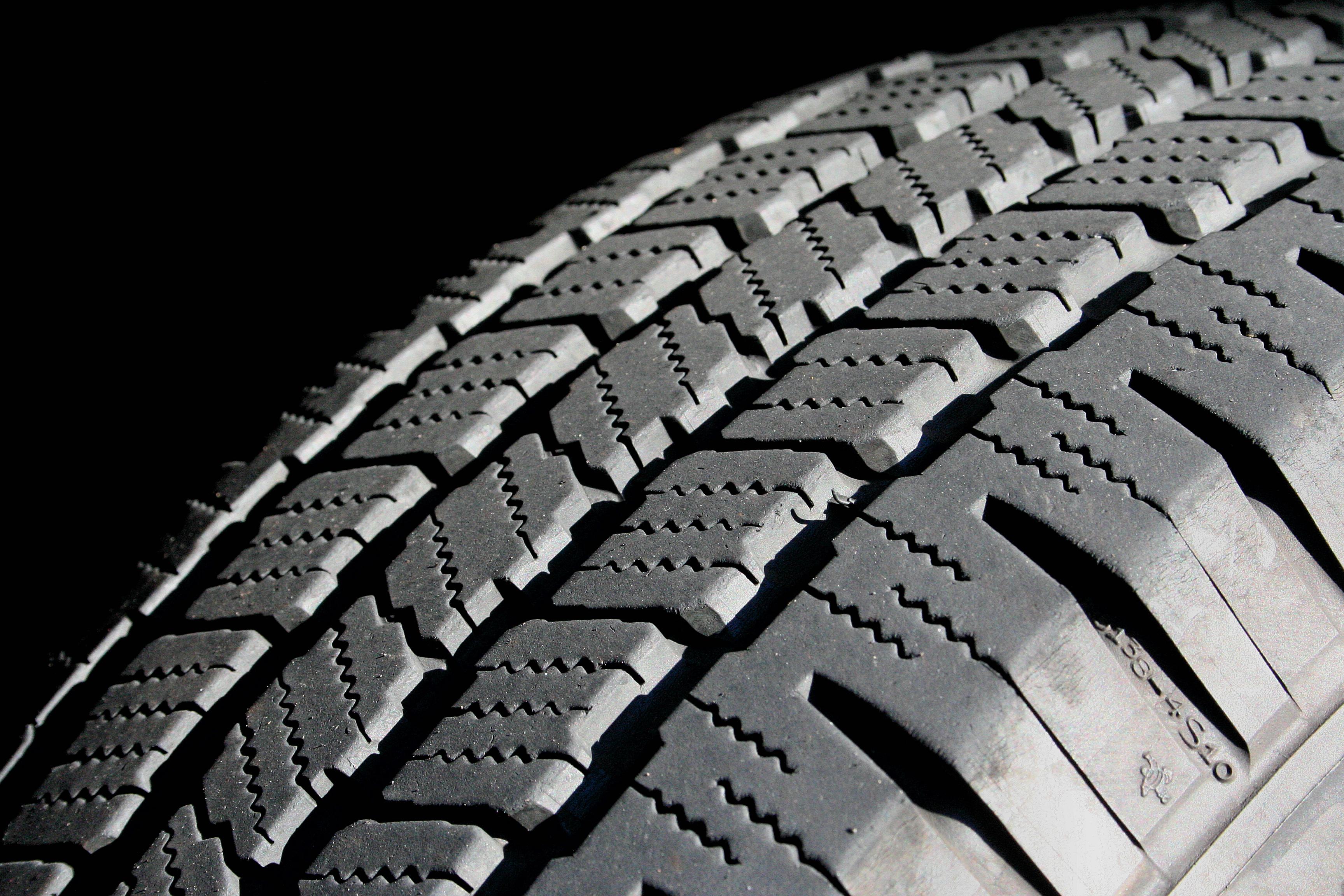
Una cubierta vehicular, uno de los muchos objetos de goma o polímero clasificados por su dureza Shore; típicamente van de 50A a 70A, dependiendo de su aplicación.

La dureza Shore es una escala de medida de la dureza elástica de los materiales, determinada a partir de la reacción elástica del material cuando se deja caer sobre él un objeto. Durante el ensayo, no destructivo, se mide la altura a la que rebota el proyectil. Esta depende de la cantidad de energía absorbida por el material de ensayo durante el impacto.
El nombre se debe a Albert F. Shore, quien en 1907 inventó el escleroscopio.

## Ensayo mediante escleroscopio
La práctica se realiza utilizando un escleroscopio. Se trata de un aparato formado por un tubo de cristal por cuyo interior cae un martillo con punta de diamante redondeada. El tubo está graduado con una escala de 140 divisiones. Existen dos versiones: en el modelo A el martillo pesa 2,3 g y la altura de la caída es de 251 mm. El modelo D utiliza un martillo más pesado (36 g) y un tubo más corto (17,9 mm).
El material ensayado debe presentar una superficie plana, limpia, pulida y perpendicular al instrumento. Lo habitual es hacer tres ensayos y cada vez en sitios diferentes, ya que el choque produce un endurecimiento local de la superficie que afecta al resultado. No obstante, no se produce prácticamente ninguna huella en el material sometido a la prueba.[cita requerida]

## Otros ensayos

### Método Dinámico
El método dinámico se basa en las medidas de las velocidades de impulsión y de rebote de un cuerpo móvil impulsado por un resorte contra la superficie del material, usualmente metálico, que se ensaya.
Existen curvas de relación de L con HB (dureza Brinell) y HRC (dureza Rockwell al utilizar el cono de diamante).
El tiempo de ensayo es de 2 s y el durómetro puede estar en cualquier posición (horizontal, vertical, inclinado...), basta con luego restar al resultado 10 si estaba horizontal, y diferentes valores(18-26) si estaba invertido.

### Dureza pendular
Se basa en la resistencia que opone un material a que oscile un péndulo sobre él. Sirve para materiales con reacción elástica muy alta.
Consiste en 2 péndulos, uno se apoya sobre un eje de cuarzo y el otro sobre el material a ensayar. Se dejan caer y empiezan a oscilar, como son diferentes materiales tienen diferentes durezas, luego hay una descompensación de oscilaciones, cuando las oscilaciones coinciden de nuevo se mide el tiempo que han tardado en coincidir y luego con ese tiempo se traduce a la dureza correspondiente.

### Método UCI
Es un aparato portátil, con un penetrador piramidal de caras de diamante. Se coloca el penetrador que vibra con una frecuencia y una carga de 5 kp. Según la huella que produce se genera una frecuencia de resonancia, que es traducida por el aparato al dato numérico de la dureza que se haya seleccionado, puesto que nos puede dar cualquiera (HBS, HRx, HV,...). Existe una relación directa entre la frecuencia de resonancia y la dureza del material.

## Dureza Shore para varios materiales comunes
| Material                   | Durómetro | Escala |
| -------------------------- | --------- | ------ |
| Casco duro                 | 75        | D      |
| Ebonita                    | 100       | A      |
| Rueda dura de skateboard   | 98        | A      |
| Ruedas macizas de camión   | 50        | D      |
| Rueda blanda de skateboard | 75        | A      |
| Neumáticos                 | 70        | A      |
| Sellado de puertas         | 55        | A      |
| Goma elástica              | 25        | A      |
| Uretano                    | 30-70     | OO     |
| Sillín de gel              | 15-30     | OO     |
| Goma de mascar             | 20        | OO     |

## Estándares
- ISO:
  - ISO 7619-1:2010: Rubber, vulcanized or thermoplastic -- Determination of indentation hardness -- Part 1: Durometer method (Shore hardness).[3]
  - ISO 868:2003: Plastics and ebonite -- Determination of indentation hardness by means of a durometer (Shore hardness).[4]
- ASTM:
  - ASTM D2240 - 15: Standard Test Method for Rubber Property—Durometer Hardness.[5]